# Omezée
Omezée is een plaats en deelgemeente van de Belgische gemeente Philippeville.
Omezée ligt in de provincie Namen. Net voor de gemeentefusies van 1977, was het de kleinste Belgische gemeente met 49 inwoners.

## Demografische ontwikkeling
- Bronnen:NIS, Opm:1831 tot en met 1970=volkstellingen, 1976= inwoneraantal op 31 december

Fagnolle · Franchimont · Jamagne · Jamiolle · Merlemont · Neuville · Omezée · Roly · Romedenne · Samart · Sart-en-Fagne · Sautour · Surice · Villers-en-Fagne · Villers-le-Gambon · Vodecée

Belgische gemeenten · arrondissement Philippeville · provincie Namen · Wallonië